# 中德站
中德站是一个京哈线上的铁路车站，位于吉林省德惠市边岗乡，建于1904年，目前为四等站，邮政编码为130312。目前客运：不办理旅客乘降；不办理行李、包裹托运；不办理货运营业。